# Hesarahalli, Gubbi
Hesarahalli là một làng thuộc tehsil Gubbi, huyện Tumkur, bang Karnataka, Ấn Độ.